# Майя (село)
Майя (рос. Майя) — село у Мегіно-Кангалаському улусі Республіки Сахи Російської Федерації.
Населення становить 7228 осіб. Належить до муніципального утворення Село Майя.

## Географія

### Клімат
| Клімат Майя               | Клімат Майя | Клімат Майя | Клімат Майя | Клімат Майя | Клімат Майя | Клімат Майя | Клімат Майя | Клімат Майя | Клімат Майя | Клімат Майя | Клімат Майя | Клімат Майя | Клімат Майя |
| Показник                  | Січ.        | Лют.        | Бер.        | Квіт.       | Трав.       | Черв.       | Лип.        | Серп.       | Вер.        | Жовт.       | Лист.       | Груд.       | Рік         |
| Середній максимум, °C     | −37,4       | −29,8       | −13,6       | 0,8         | 12,7        | 22,3        | 25,4        | 21,3        | 11,5        | −3,9        | −24,6       | −35,3       | −4          |
| Середня температура, °C   | −41,2       | −35,6       | −21,8       | −6,5        | 6,3         | 15,3        | 18,5        | 14,6        | 5,9         | −8,6        | −29,2       | −39,2       | −10         |
| Середній мінімум, °C      | −45         | −41,3       | −30         | −13,7       | 0,0         | 8,3         | 11,6        | 8,0         | 0,3         | −13,2       | −33,8       | −43         | −15         |
| Норма опадів, мм          | 10          | 8           | 6           | 10          | 21          | 41          | 43          | 41          | 32          | 21          | 16          | 13          | 262         |
| ------------------------- | ----------- | ----------- | ----------- | ----------- | ----------- | ----------- | ----------- | ----------- | ----------- | ----------- | ----------- | ----------- | ----------- |
| Джерело: climate-data.org |             |             |             |             |             |             |             |             |             |             |             |             |             |

## Історія
Згідно із законом від 30 листопада 2004 року органом місцевого самоврядування є Село Майя.

## Населення
| 1939  | 1959  | 1970  | 1979  | 1989  | 2002  | 2010  |
| ----- | ----- | ----- | ----- | ----- | ----- | ----- |
| 1008  | ↗2762 | ↗4552 | ↗5344 | ↗6348 | ↗7023 | ↗7288 |
| 2012  | 2013  | 2014  | 2015  | 2016  | 2017  | 2018  |
| ↘7200 | ↗7233 | ↘7184 | ↗7191 | ↗7221 | ↗7223 | ↗7228 |